# Embraer EMB-711
O Embraer EMB-711 "Corisco" é um avião monomotor comercial a pistão, produzido no Brasil pela Embraer e posteriormente por sua subsidiária Neiva, sob licença da norte-americana Piper Aircraft.
Trata-se do Cherokee Arrow II. Equipado com motor Lycoming de 200 HP, desenvolve velocidade máxima de 265 km/h. Pode transportar quatro pessoas, incluindo o piloto. Conta com isolamento acústico e ventilação controlada.

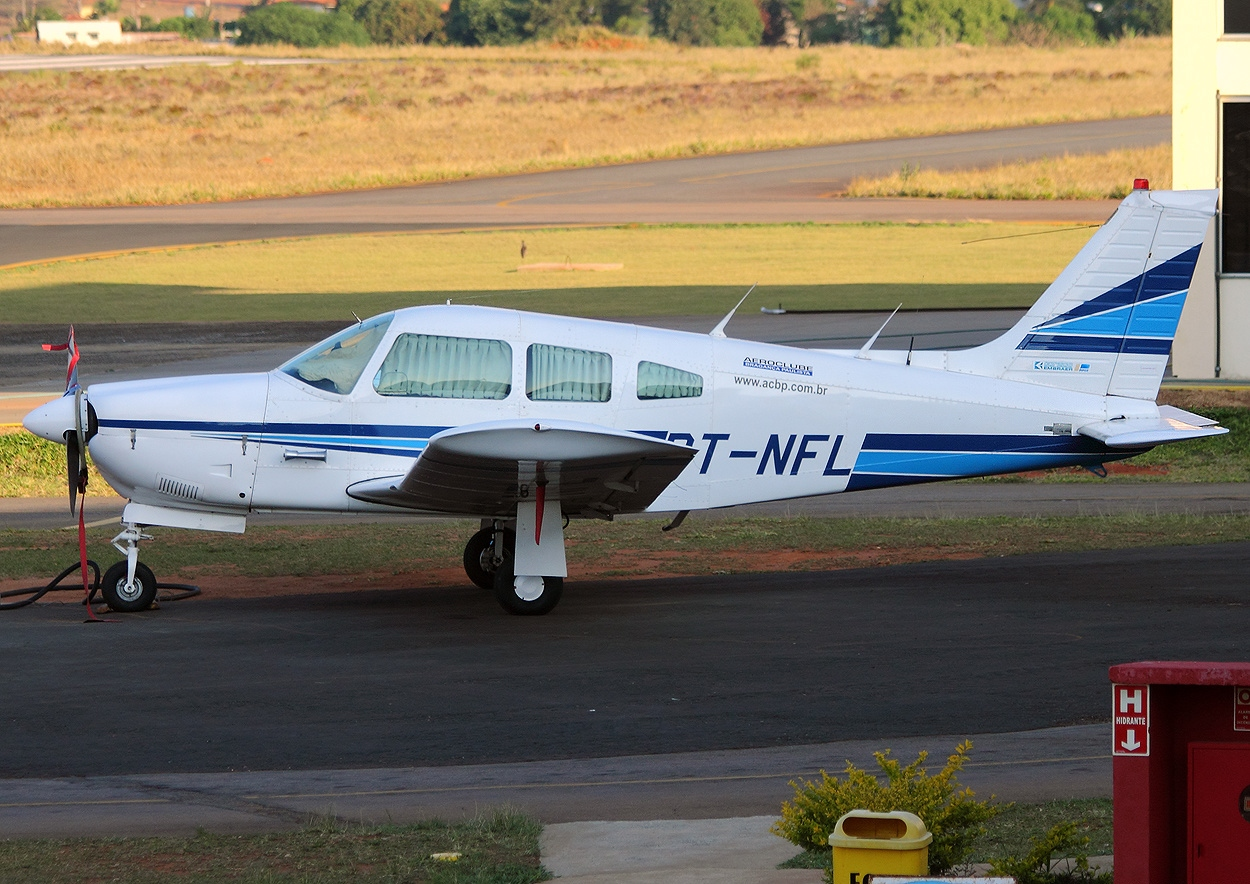
Corisco

Tem a cauda em “T”, onde o conjunto estabilizador horizontal é montado no topo do estabilizador vertical, o que evita o sopro das hélices e garante menor nível de vibração e ruído.
Em 1980, foi lançado o EMB 711 ST - "Corisco II", ou "Corisco Turbo", com turbocompressor e acabamento melhorado, o que aumentou sua velocidade máxima para 330 km/h.
Bem aceito entre os aeroclubes brasileiros, além de uso para turismo, teve 477 unidades comercializadas.

## Dados Técnicos

### Características gerais
• Capacidade: 1 piloto + 3 passageiros ou 2 pilotos + 2 passageiros
• Comprimento: 7,52 m
• Envergadura: 10,80 m
• Altura: 2,39 m
• Área da asa: 15,8 m²

### Motor
• Número de Motores: 1
• Fabricante do Motor: Lycoming
• Modelo do Motor: IO-360-C1C6
• Potência Máxima: 200 hp
• Rotação Máxima: 2700 rpm
• Diâmetro Interno do Cilindro: 13,02 cm
• Curso: 11,11 cm
• Cilindrada: 5916 cm³
• Taxa de Compressão: 8,7:1
• Tipo do Motor: 4 cilindros opostos horizontalmente, transmissão direta, refrigerado a ar, e com injeção direta de combustível.

### Combustível
• Capacidade Total: 291,4 litros (77 US Gal)

• Capacidade Utilizável: 272,5 litros (72 US Gal)